# Élections législatives de 1993 dans la Marne
Les élections législatives françaises de 1993 se déroulent les 21 et 28 mars 1993. Dans le département de la Marne, six députés sont à élire dans le cadre de six circonscriptions.

## Élus
| Circonscription | Député sortant      | Parti | Parti     | Député élu ou réélu | Parti | Parti         |
| --------------- | ------------------- | ----- | --------- | ------------------- | ----- | ------------- |
| 1re             | Jean Falala         |       | RPR       | Jean Falala         |       | RPR           |
| 2e              | Georges Colin       |       | PS        | Jean-Claude Étienne |       | RPR           |
| 3e              | Jean-Claude Thomas  |       | RPR       | Jean-Claude Thomas  |       | RPR           |
| 4e              | Bruno Bourg-Broc    |       | RPR       | Bruno Bourg-Broc    |       | RPR           |
| 5e              | Jean-Pierre Bouquet |       | PS        | Charles de Courson  |       | UDF (CDS)     |
| 6e              | Bernard Stasi       |       | UDF (CDS) | Philippe Martin     |       | Divers droite |

## Positionnement des partis
Les candidats d'alliance RPR-UDF et divers droite se présentent sous la bannière de l'Union pour la France et ceux du Parti socialiste derrière l'Alliance des Français pour le Progrès. Par ailleurs, Les Verts et Génération écologie s'unissent sous l'étiquette Entente des écologistes.

## Résultats

### Résultats à l'échelle du département
| Parti          | Parti                                 | Premier tour | Premier tour | Second tour | Second tour | Sièges |
| Parti          | Parti                                 | Voix         | %            | Voix        | %           | Sièges |
| -------------- | ------------------------------------- | ------------ | ------------ | ----------- | ----------- | ------ |
|                | Rassemblement pour la République      | 59 593       | 26,24        | 63 485      | 36,22       | 4      |
|                | Union pour la démocratie française    | 37 668       | 16,58        | 39 832      | 22,73       | 1      |
|                | Divers droite                         | 10 099       | 4,45         | 16 520      | 9,43        | 1      |
|                | Union pour la France                  | 107 360      | 47,27        | 119 837     | 68,38       | 6      |
|                |                                       |              |              |             |             |        |
|                | Parti socialiste                      | 37 653       | 16,58        | 34 439      | 19,65       | 0      |
|                | Alliance des Français pour le progrès | 37 653       | 16,58        | 34 439      | 19,65       | 0      |
|                |                                       |              |              |             |             |        |
|                | Les Verts                             | 7 539        | 3,32         |             |             | 0      |
|                | Génération écologie                   | 6 863        | 3,02         | 0           |             |        |
|                | Entente des écologistes               | 14 402       | 6,34         |             |             | 0      |
|                |                                       |              |              |             |             |        |
|                | Front national                        | 31 581       | 13,90        | 8 210       | 4,68        | 0      |
|                | Parti communiste français             | 19 120       | 8,42         | 12 768      | 7,29        | 0      |
|                | Divers écologiste                     | 11 969       | 5,27         |             |             | 0      |
|                | Extrême droite                        | 3 573        | 1,57         | 0           |             |        |
|                | Extrême gauche                        | 1 466        | 0,65         | 0           |             |        |
|                |                                       |              |              |             |             |        |
| Inscrits       | Inscrits                              | 359 649      | 100,00       | 304 706     | 100,00      | 6      |
| Abstentions    | Abstentions                           | 121 486      | 33,78        | 108 690     | 35,67       |        |
| Votants        | Votants                               | 238 163      | 66,22        | 196 016     | 64,33       |        |
| Blancs et nuls | Blancs et nuls                        | 11 039       | 4,64         | 20 762      | 10,59       |        |
| Exprimés       | Exprimés                              | 227 124      | 95,36        | 175 254     | 89,41       |        |

### Résultats par circonscription

#### Première circonscription (Reims-Centre)
|                | Jean Falala sortant réélu | RPR (UPF)         | 17 218 | 51,06  |  |  |  |
|                | Jean-Claude Laval         | PS (ADFP)         | 4 987  | 14,79  |  |  |  |
|                | Jean-Pierre Catte         | FN                | 4 243  | 12,58  |  |  |  |
|                | Claude Lamblin            | PCF               | 2 656  | 7,88   |  |  |  |
|                | Gérard Crouzet            | Les Verts (EÉ)    | 2 220  | 6,58   |  |  |  |
|                | François Legrand          | Divers écologiste | 1 266  | 3,75   |  |  |  |
|                | Monique Barillet          | Divers écologiste | 884    | 2,62   |  |  |  |
|                | Micheline Fournier        | Extrême droite    | 246    | 0,73   |  |  |  |
|                |                           |                   |        |        |  |  |  |
| Inscrits       | Inscrits                  | Inscrits          | 54 915 | 100,00 |  |  |  |
| Abstentions    | Abstentions               | Abstentions       | 19 943 | 36,32  |  |  |  |
| Votants        | Votants                   | Votants           | 34 972 | 63,68  |  |  |  |
| Blancs et nuls | Blancs et nuls            | Blancs et nuls    | 1 252  | 3,58   |  |  |  |
| Exprimés       | Exprimés                  | Exprimés          | 33 720 | 96,42  |  |  |  |

#### Deuxième circonscription (Reims - Fismes)
| Candidat       | Candidat                | Parti             | Premier tour | Premier tour | Second tour | Second tour |  |
| Candidat       | Candidat                | Parti             | Voix         | %            | Voix        | %           |  |
| -------------- | ----------------------- | ----------------- | ------------ | ------------ | ----------- | ----------- |  |
|                | Jean-Claude Étienne élu | RPR (UPF)         | 11 000       | 28,41        | 20 680      | 56,59       |  |
|                | Michel Voisin           | PS (ADFP)         | 7 702        | 19,89        | 15 864      | 43,41       |  |
|                | Jean-Marie Beaupuy      | UDF (AD)          | 6 328        | 16,34        |             |             |  |
|                | Jean-Michel La Rosa     | FN                | 5 136        | 13,26        |             |             |  |
|                | François Delmotte       | Les Verts (EÉ)    | 2 705        | 6,99         |             |             |  |
|                | Éva Mourot              | PCF               | 2 257        | 5,83         |             |             |  |
|                | Philippe Goiset         | LO                | 1 121        | 2,89         |             |             |  |
|                | Catherine d'Achon       | Divers écologiste | 1 084        | 2,8          |             |             |  |
|                | Frédéric Gillet         | Extrême droite    | 741          | 1,91         |             |             |  |
|                | Alain Cartiser          | Divers écologiste | 416          | 1,07         |             |             |  |
|                | Joël Parisot            | Extrême droite    | 232          | 0,6          |             |             |  |
|                |                         |                   |              |              |             |             |  |
| Inscrits       | Inscrits                | Inscrits          | 61 072       | 100,00       | 61 069      | 100,00      |  |
| Abstentions    | Abstentions             | Abstentions       | 20 524       | 33,61        | 22 049      | 36,11       |  |
| Votants        | Votants                 | Votants           | 40 548       | 66,39        | 39 020      | 63,89       |  |
| Blancs et nuls | Blancs et nuls          | Blancs et nuls    | 1 826        | 4,5          | 2 476       | 6,35        |  |
| Exprimés       | Exprimés                | Exprimés          | 38 722       | 95,5         | 36 544      | 93,65       |  |

#### Troisième circonscription (Reims - Suippes)
| Candidat       | Candidat                         | Parti             | Premier tour | Premier tour | Second tour | Second tour |  |
| Candidat       | Candidat                         | Parti             | Voix         | %            | Voix        | %           |  |
| -------------- | -------------------------------- | ----------------- | ------------ | ------------ | ----------- | ----------- |  |
|                | Jean-Claude Thomas sortant réélu | RPR (UPF)         | 16 598       | 45,9         | 21 090      | 71,98       |  |
|                | Jacques Le Touzé                 | FN                | 5 819        | 16,09        | 8 210       | 28,02       |  |
|                | Alain Bisteur                    | PS (ADFP)         | 4 922        | 13,61        |             |             |  |
|                | Michel Delaitre                  | PCF               | 3 087        | 8,54         |             |             |  |
|                | Philippe Lecompte                | GÉ (EÉ)           | 2 668        | 7,38         |             |             |  |
|                | Béatrice Fendeleur               | Divers écologiste | 1 530        | 4,23         |             |             |  |
|                | Monique Mascret                  | Divers écologiste | 1 113        | 3,08         |             |             |  |
|                | Fernando Gracient                | Extrême droite    | 422          | 1,17         |             |             |  |
|                |                                  |                   |              |              |             |             |  |
| Inscrits       | Inscrits                         | Inscrits          | 58 355       | 100,00       | 58 352      | 100,00      |  |
| Abstentions    | Abstentions                      | Abstentions       | 20 249       | 34,7         | 23 465      | 40,21       |  |
| Votants        | Votants                          | Votants           | 38 106       | 65,3         | 34 887      | 59,79       |  |
| Blancs et nuls | Blancs et nuls                   | Blancs et nuls    | 1 947        | 5,11         | 5 587       | 16,01       |  |
| Exprimés       | Exprimés                         | Exprimés          | 36 159       | 94,89        | 29 300      | 83,99       |  |

#### Quatrième circonscription (Châlons-sur-Marne)
| Candidat       | Candidat                       | Parti             | Premier tour | Premier tour | Second tour | Second tour |  |
| Candidat       | Candidat                       | Parti             | Voix         | %            | Voix        | %           |  |
| -------------- | ------------------------------ | ----------------- | ------------ | ------------ | ----------- | ----------- |  |
|                | Bruno Bourg-Broc sortant réélu | RPR (UPF)         | 14 777       | 41,27        | 21 715      | 62,97       |  |
|                | Jean Reyssier                  | PCF               | 4 872        | 13,61        | 12 768      | 37,03       |  |
|                | Pascal Erre                    | FN                | 4 318        | 12,06        |             |             |  |
|                | Bertrand Wiedemann-Goiran      | PS (ADFP)         | 3 608        | 10,08        |             |             |  |
|                | Marc Hamet                     | Divers droite     | 3 425        | 9,56         |             |             |  |
|                | Daniel Yon                     | GÉ (EÉ)           | 2 448        | 6,84         |             |             |  |
|                | Monique Magnan                 | Divers écologiste | 999          | 2,79         |             |             |  |
|                | Fabrice Accadbled              | Divers écologiste | 660          | 1,84         |             |             |  |
|                | Yves Legentil                  | Extrême droite    | 358          | 1            |             |             |  |
|                | Gérard Berthiot                | LCR               | 345          | 0,96         |             |             |  |
|                |                                |                   |              |              |             |             |  |
| Inscrits       | Inscrits                       | Inscrits          | 57 912       | 100,00       | 57 902      | 100,00      |  |
| Abstentions    | Abstentions                    | Abstentions       | 20 390       | 35,21        | 20 445      | 35,31       |  |
| Votants        | Votants                        | Votants           | 37 522       | 64,79        | 37 457      | 64,69       |  |
| Blancs et nuls | Blancs et nuls                 | Blancs et nuls    | 1 712        | 4,56         | 2 974       | 7,94        |  |
| Exprimés       | Exprimés                       | Exprimés          | 35 810       | 95,44        | 34 483      | 92,06       |  |

#### Cinquième circonscription (Vitry-le-François)
| Candidat       | Candidat                    | Parti             | Premier tour | Premier tour | Second tour | Second tour |  |
| Candidat       | Candidat                    | Parti             | Voix         | %            | Voix        | %           |  |
| -------------- | --------------------------- | ----------------- | ------------ | ------------ | ----------- | ----------- |  |
|                | Charles de Courson élu      | UDF (CDS)         | 17 792       | 43,05        | 23 361      | 55,71       |  |
|                | Jean-Pierre Bouquet sortant | PS (ADFP)         | 12 004       | 29,04        | 18 575      | 44,29       |  |
|                | Jérôme Malarmey             | FN                | 5 829        | 14,1         |             |             |  |
|                | René Dubois                 | GÉ (EÉ)           | 1 747        | 4,23         |             |             |  |
|                | Michel Aupetit              | PCF               | 1 646        | 3,98         |             |             |  |
|                | Roland Dart                 | Divers écologiste | 1 042        | 2,52         |             |             |  |
|                | Corinne Laire               | Extrême droite    | 831          | 2,01         |             |             |  |
|                | Benoit Martel               | Extrême droite    | 441          | 1,07         |             |             |  |
|                |                             |                   |              |              |             |             |  |
| Inscrits       | Inscrits                    | Inscrits          | 61 172       | 100,00       | 61 179      | 100,00      |  |
| Abstentions    | Abstentions                 | Abstentions       | 17 754       | 29,02        | 16 700      | 27,3        |  |
| Votants        | Votants                     | Votants           | 43 418       | 70,98        | 44 479      | 72,7        |  |
| Blancs et nuls | Blancs et nuls              | Blancs et nuls    | 2 086        | 4,8          | 2 543       | 5,72        |  |
| Exprimés       | Exprimés                    | Exprimés          | 41 332       | 95,2         | 41 936      | 94,28       |  |

#### Sixième circonscription (Épernay)
| Candidat       | Candidat              | Parti             | Premier tour | Premier tour | Second tour | Second tour |  |
| Candidat       | Candidat              | Parti             | Voix         | %            | Voix        | %           |  |
| -------------- | --------------------- | ----------------- | ------------ | ------------ | ----------- | ----------- |  |
|                | Bernard Stasi sortant | UDF (CDS)         | 13 548       | 32,74        | 16 471      | 49,93       |  |
|                | Philippe Martin élu   | Divers droite     | 6 674        | 16,13        | 16 520      | 50,07       |  |
|                | Sylvain Gliozzo       | FN                | 6 236        | 15,07        |             |             |  |
|                | Jacques Perrein       | PCF               | 4 602        | 11,12        |             |             |  |
|                | Jacky Blavier         | PS (ADFP)         | 4 430        | 10,71        |             |             |  |
|                | Marc Lefevre          | Les Verts (EÉ)    | 2 614        | 6,32         |             |             |  |
|                | Nicole Hinglais       | Divers écologiste | 1 782        | 4,31         |             |             |  |
|                | Jeanne Pointillart    | Divers écologiste | 1 193        | 2,88         |             |             |  |
|                | Yves Gautron          | Extrême droite    | 302          | 0,73         |             |             |  |
|                |                       |                   |              |              |             |             |  |
| Inscrits       | Inscrits              | Inscrits          | 66 223       | 100,00       | 66 204      | 100,00      |  |
| Abstentions    | Abstentions           | Abstentions       | 22 626       | 34,17        | 26 031      | 39,32       |  |
| Votants        | Votants               | Votants           | 43 597       | 65,83        | 40 173      | 60,68       |  |
| Blancs et nuls | Blancs et nuls        | Blancs et nuls    | 2 216        | 5,08         | 7 182       | 17,88       |  |
| Exprimés       | Exprimés              | Exprimés          | 41 381       | 94,92        | 32 991      | 82,12       |  |